# Geitodoris rubens
Geitodoris rubens is een slakkensoort uit de familie van de Discodorididae. De wetenschappelijke naam van de soort is voor het eerst geldig gepubliceerd in 1919 door Vayssière.